# 黄花婆罗门参
黄花婆罗门参（学名：Tragopogon orientalis）为菊科婆罗门参属下的一个种。其种加词“orientalis”意为“东方的”。